# Franciszek Hulewicz
Franciszek Hulewicz herbu Nowina – konsyliarz konfederacji targowickiej w 1792 roku,  łowczy czernihowski w 1791 roku, rotmistrz kawalerii narodowej.